# Draganos
Os Draganos (em latim, Dragani) eram um povo pré-Romano, que  se presume localizado no noroeste   da Península Ibérica. O primeiro relato sobre esta tribo é do século IV, pelo poeta romano Avieno, na Ora Maritima.
A localização geográfica desta tribo é objecto de várias especulações, principalmente devido à menção na Ora Marítima: "Dragani, sub nivoso maximeseptentrione". Adolf Schulten é da opinião de que os  Draganos eram Lígures, que tinham migrado para a zona setentrional da Península Ibérica. Já Lambrino acha que eles habitavam na região da Galiza.
Outras teorias localizam-nos quer na região Asturo-Cantábrica quer como sendo antepassados dos Vetões ou das tribos que habitavam a Beira central.
A tribo dos Draganos está associada à Cultura dos Berrões, em Portugal.